# Wybory do rad narodowych w Polsce
Wybory do rad narodowych w Polsce – wybory do rad narodowych przeprowadzane w czasach PRL.

## Terminy wyborów
- 5 grudnia 1954 – Wybory do rad narodowych w Polsce w 1954 roku[1].
- 2 lutego 1958 – Wybory do rad narodowych w Polsce w 1958 roku[2].
- 16 kwietnia 1961 – Wybory do rad narodowych w Polsce w 1961 roku[3].
- 30 maja 1965 – Wybory do rad narodowych w Polsce w 1965 roku[4].
- 1 czerwca 1969 – Wybory do rad narodowych w Polsce w 1969 roku[5].
- 9 grudnia 1973 – Wybory do rad narodowych w Polsce w 1973 roku[6].
- 21 marca 1976 – Wybory do rad narodowych w Polsce w 1976 roku[7].
- 5 lutego 1978 – Wybory do rad narodowych w Polsce w 1978 roku[8].
- 23 marca 1980 – Wybory do rad narodowych w Polsce w 1980 roku[9].
- 17 czerwca 1984 – Wybory do rad narodowych w Polsce w 1984 roku[10].
- 19 czerwca 1988 – Wybory do rad narodowych w Polsce w 1988 roku[11].